# Responsabilização
Responsabilização (tradução aproximada do inglês accountability) remete à obrigação de membros de um órgão administrativo ou representativo de prestar contas a instâncias controladoras. Também conhecida como prestação de contas, significa que quem desempenha funções de importância na sociedade deve responder pelas suas acções.
Responsabilização é um conceito da esfera ética com significados variados. Frequentemente é usado em circunstâncias que denotam responsabilidade civil, imputabilidade, obrigações e prestação de contas. Na administração, responsabilização é considerada um aspecto central da governança, tanto na esfera pública como na privada, como a controladoria ou contabilidade de custos.

Na ciência política, Luis Felipe Miguel salienta a distinção recorrente feita pela doutrina brasileira dos termos representação, responsividade e accountability, ressaltando que esses termos não se confundem:
| “ | "Responsividade", entretanto, corresponde mais de perto ao inglês responsiveness, um conceito que está muito próximo, mas pode ser distinguido do de accountability. A accountability diz respeito à capacidade que os constituintes têm de impor sanções aos governantes, notadamente reconduzindo ao cargo aqueles que se desincumbem bem de sua missão e destituindo os que possuem desempenho insatisfatório. Inclui a prestação de contas dos detentores de mandato e o veredicto popular sobre essa prestação de contas. É algo que depende de mecanismos institucionais, sobretudo da existência de eleições competitivas periódicas, e que é exercido pelo povo. Já a responsividade refere-se à sensibilidade dos representantes à vontade dos representados; ou, dito de outra forma, à disposição dos governos de adotarem as políticas preferidas por seus governados. À primeira vista, a distinção entre os dois conceitos é inóxia (...). Mas a diferenciação entre os conceitos ganha maior utilidade (...) quando entram em cena propostas de ampliação da responsividade por meio de mecanismos que minimizam ou ignoram a accountability. | ” |
|   | — Luis Felipe Miguel, Impasses da accountability: dilemas e alternativas da representação política.. |   |